# Franz Schmidt (Mechaniker)

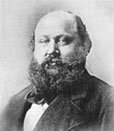
Franz Schmidt

Franz Schmidt (* 1825 in Berlin; † 1888 ebenda) war ein deutscher Mechaniker.

## Leben
Franz Schmidt war bei Wilhelm Langhoff in die Mechanikerlehre gegangen. Im Anschluss arbeitete der Mechaniker Franz Schmidt in einer kleinen Werkstatt für physikalische Apparate in Berlin in der Alexandrinenstraße 35, die er nach dem Tod des Werkstattinhabers Pawlowski 1859 übernommen hatte. Franz Schmidt war auf die Herstellung von Polarisationsinstrumenten spezialisiert.
1864 erbte Franz Schmidt 8000 Taler. Am 24. April 1864 gründete er gemeinsam mit dem Mechaniker und Optiker Herrmann Haensch die Firma Franz Schmidt & Haensch in Berlin, in der Dragonerstraße 19. Franz Schmidt war für die Saccharimeter und Polarisationsinstrumente zuständig und Herrmann Haensch für Mikroskope und Spektroskope.
Das Unternehmen wechselte mehrfach den Standort, so zog es später in die Schönhauserstraße 2 und dann in die Prinzessinnenstraße 16. Der aktuelle Firmensitz der Schmidt + Haensch GmbH & Co. befindet sich in der Waldstraße 80/81 in Berlin-Reinickendorf.

## Leistungen
Franz Schmidt setzte sich mit dafür ein aus den Mitteln des Fachvereins „Berliner Mechaniker“ (heute Deutsche Gesellschaft für Mechanik und Optik) die Erste Handwerkerschule Berlin heute Beuth Hochschule für Technik Berlin  zu gründen.